# Sullivan (Maine)
Sullivan és una població dels Estats Units a l'estat de Maine (EUA). Segons el cens del 2000 tenia 1.185 habitants.

## Demografia
Segons el cens del 2000, Sullivan tenia 1.185 habitants, 480 habitatges, i 327 famílies. La densitat de població era de 17,2 habitants/km².
Dels 480 habitatges en un 29,8% hi vivien nens de menys de 18 anys, en un 55,4% hi vivien parelles casades, en un 7,9% dones solteres, i en un 31,7% no eren unitats familiars. En el 23,3% dels habitatges hi vivien persones soles el 8,8% de les quals corresponia a persones de 65 anys o més que vivien soles. El nombre mitjà de persones vivint en cada habitatge era de 2,47 i el nombre mitjà de persones que vivien en cada família era de 2,89.
Per edats la població es repartia de la següent manera: un 24,4% tenia menys de 18 anys, un 6,8% entre 18 i 24, un 29,5% entre 25 i 44, un 26,2% de 45 a 60 i un 13,1% 65 anys o més.
L'edat mediana era de 38 anys. Per cada 100 dones de 18 o més anys hi havia 93,5 homes.
La renda mediana per habitatge era de 31.509 $ i la renda mediana per família de 34.113 $. Els homes tenien una renda mediana de 25.370 $ mentre que les dones 17.500 $. La renda per capita de la població era de 14.814 $. Entorn del 8% de les famílies i el 13,6% de la població estaven per davall del llindar de pobresa.